# Red legije časti
Legija časti (francosko Légion d'honneur) je viteški red in hkrati najvišje francosko civilno odlikovanje, ki ga podeljuje predsednik Francije. Odlikovanje je ustanovil Napoleon Bonaparte 19. maja 1802 kot najvišje in je zamenjal vse dotedanje redove: red svetega Mihaela, red Svetega duha, red svetega Lazarja, red svetega Louisa in red Karmelske gore.

## Kriteriji
Odlikovanje je podeljeno moškim in ženskam, francoskim državljanom in tujcem za njihove izjemne dosežke v vojaški in civilni karieri. Tako danes to odlikovanje podeljujejo tudi kulturnikom, igralcem, visokim državnim uslužbencem, športnikom ... Legijo časti podeljuje predsednik Francije na predlog vlade.

## Odlikovanje
Odlikovanje sestavljajo odlikovanje, lenta in zvezda, ki se jo nosi na lenti.

## Stopnje odlikovanja
Odlikovanje ima pet stopenj:
- 1. stopnja – Vitez velikega križa (Grand-croix)

- 2. stopnja – Vitez veliki častnik (Grand officier)

- 3. stopnja – Vitez poveljnik (Commandeur)

- 4. stopnja – Častnik (Officier)

- 5. stopnja – Vitez (Chevalier)

Lenta reda se nosi z desnega  ramena na levi  bok.

## Organizacija redu
Predsednik Francije je veliki mojster redu in v red sprejme vse ostale člane. Legija časti nima monarha kot npr. britanski redovi.
Red ima določeno najvišje število živečih članov, ki se ga ne sme preseči:
- 75 vitezov velikega križa (61 leta 2000),
- 250 vitezov velikih častnikov (321 leta 2000),
- 1.250 vitezov poveljnikov (3.626 leta 2000),
- 10.000 častnikov (22.401 leta 2000) in
- 113.425 vitezov (87.371 leta 2000).

Razlike so posledica tega, ker zgornja kvota ne velja za veterane druge svetovne vojne, pripadnike francoskih oboroženih sil, ki so sodelovali v vojaških operacijah in vojaške invalide.
Red ima dva glavna uradnika - kanclerja in generalnega sekretarja, ki skrbita za delovanje redu.